# Ramón López Rayón
Ramón López Rayón (31 de agosto de 1775 - 19 de julio de 1839) fue un militar insurgente mexicano. Nació el 31 de agosto de 1775 en Tlalpujahua en el estado de Michoacán hijo de la señora Rafaela López Aguado de Rayón y Andrés López Rayón. Fue el hermano menor de Ignacio López Rayón, sus otros hermanos fueron Francisco, José María y Rafael cuyos apellidos completos son López Aguado y Rayón. Ramón junto a Ignacio participó en la guerra por la Independencia de México con el grado de general acompañándolo en las batallas a partir de la toma de Guadalajara. En el ataque realizado por el general Félix María Calleja el 1 de enero de 1812 en contra de la población de Zitácuaro donde se encontraba asentada la Suprema Junta Nacional Americana, perdió un ojo. El 2 de enero de 1817 se rindió ante las fuerzas realistas que lo tenían en constante asedio. Durante el gobierno de Agustín de Iturbide fue comandante militar de Zitácuaro y gobernador del Estado de México. Murió el 19 de julio de 1839 en la Ciudad de México.